# Channing Frye
Channing Thomas Frye, född 17 maj 1983 i White Plains, New York, är en amerikansk före detta professionell basketspelare (PF/C) som tillbringade 13 säsonger (2005–2019) i den nordamerikanska basketligan National Basketball Association (NBA), där han spelade för New York Knicks, Portland Trail Blazers, Phoenix Suns, Orlando Magic, Cleveland Cavaliers och Los Angeles Lakers.
Under sin karriär gjorde han 7 786 poäng (8,7 poäng per match), 864 assists samt 4 002 rebounds, räddningar från att bollen ska hamna i nätkorgen, på 890 grundspelsmatcher.
Frye vann NBA-mästerskapet, tillsammans med Cleveland Cavaliers, för säsongen 2015–2016.
Han draftades av New York Knicks i första rundan i 2005 års draft som åttonde spelare totalt.
Innan Frye blev proffs, studerade han vid University of Arizona och spelade för Arizona Wildcats.
Han är kusin till Tobias Harris.